# 森本孝 (関西電力)
森本 孝（もりもと たかし、1955年9月5日 - ）は、日本の実業家、経営者。

## 経歴
岡山県出身。1974年に岡山県立岡山朝日高等学校を、1979年3月に東京大学経済学部を卒業。
1979年、関西電力に入社。2007年6月執行役員(従業員。会社法上の役員ではない)大阪南支店長、2011年11月執行役員企画室長、2012年4月執行役員総合企画本部副本部長、2015年6月常務執行役員(従業員。会社法上の役員ではない)総合企画本部長代理、2016年6月代表取締役兼副社長執行役員(会社法上の役員)などを歴任。2020年3月14日、代表取締役社長に就任。
2020年4月3日の衆院経済産業委員会で、関西電力の経営幹部らが多額の金品を受け取っていた問題を受けて、関電が経産省に提出した業務改善計画について「中身が不十分だ」と厳しく評価され、業務改善計画では、「原子力事業本部に対するけん制と支援の強化」として、コンプライアンス（法令順守）を所管する「本部長代理」等の設置にとどまっていることがあげられ、「本部長の下に位置付けられる職の『代理』による『けん制』に何の効果があるのか」と批判された。森本社長は「実態を把握したうえでより効果的な対策を打てると考えた」などと答弁。豊松秀己元副社長（原子力事業本部長兼務）をエグゼクティブフェローに就任させたことへの評価をただされると、森本社長は「回答は差し控える」と答弁を拒否した。
2020年関西経済連合会理事。同年4月28日付で中村直人弁護士を委員長として新設された関西電力コンプライアンス委員会の社内委員に就任。
役員報酬の個別開示は筆頭株主の大阪市なども提案していた中、金品受領問題を受け、関西電力は、2020年5月26日、上場企業が個別開示を義務付けられている報酬1億円を下回る水準で氏名と報酬額を公表するのは異例ではあるが、森本孝社長ら取締役6人について、2019年度の報酬を開示、金額は4000万～5000万円台で、森本社長の5900万円が最も多かった。ただ、2020年度は、7500万円となり、27%増加した。
同年6月25日、指名委員会等設置会社に移行し、取締役兼代表執行役社長。
2022年6月、特別顧問に就任。公正取引委員会の指摘でカルテルを締結していたことが判明し、2023年4月、特別顧問辞任。
。